# Centratherum
  Centratherum Cass., 1817 è un genere di piante angiosperme dicotiledoni della famiglia delle Asteraceae. Il genere Centratherum è anche l'unico della sottotribù Centratherinae H. Rob., King & F. Bohlmann, 1980.

## Etimologia
Il nome del genere è formato da due parole latine: centrum (= centro) e therum (= piccola punta), e allude probabilmente alle punte (o spine) delle squame dell'involucro.
Il nome scientifico del genere è stato definito per la prima volta dal botanico Alexandre Henri Gabriel de Cassini (1781-1832) nella pubblicazione " Bulletin des Sciences, par la Société Philomatique" ( Bull. Sci. Soc. Philom. Paris 1817: 31) del 1817. Il nome scientifico della sottotribù è stato definito per la prima volta dai botanici Harold Ernest Robinson (1932-), Robert Merrill King (1930-2007) e B.Bohlmann nella pubblicazione "Phytologia; Designed to Expedite Botanical Publication. New York" (Phytologia 46(7): 425) del 1980.

## Descrizione

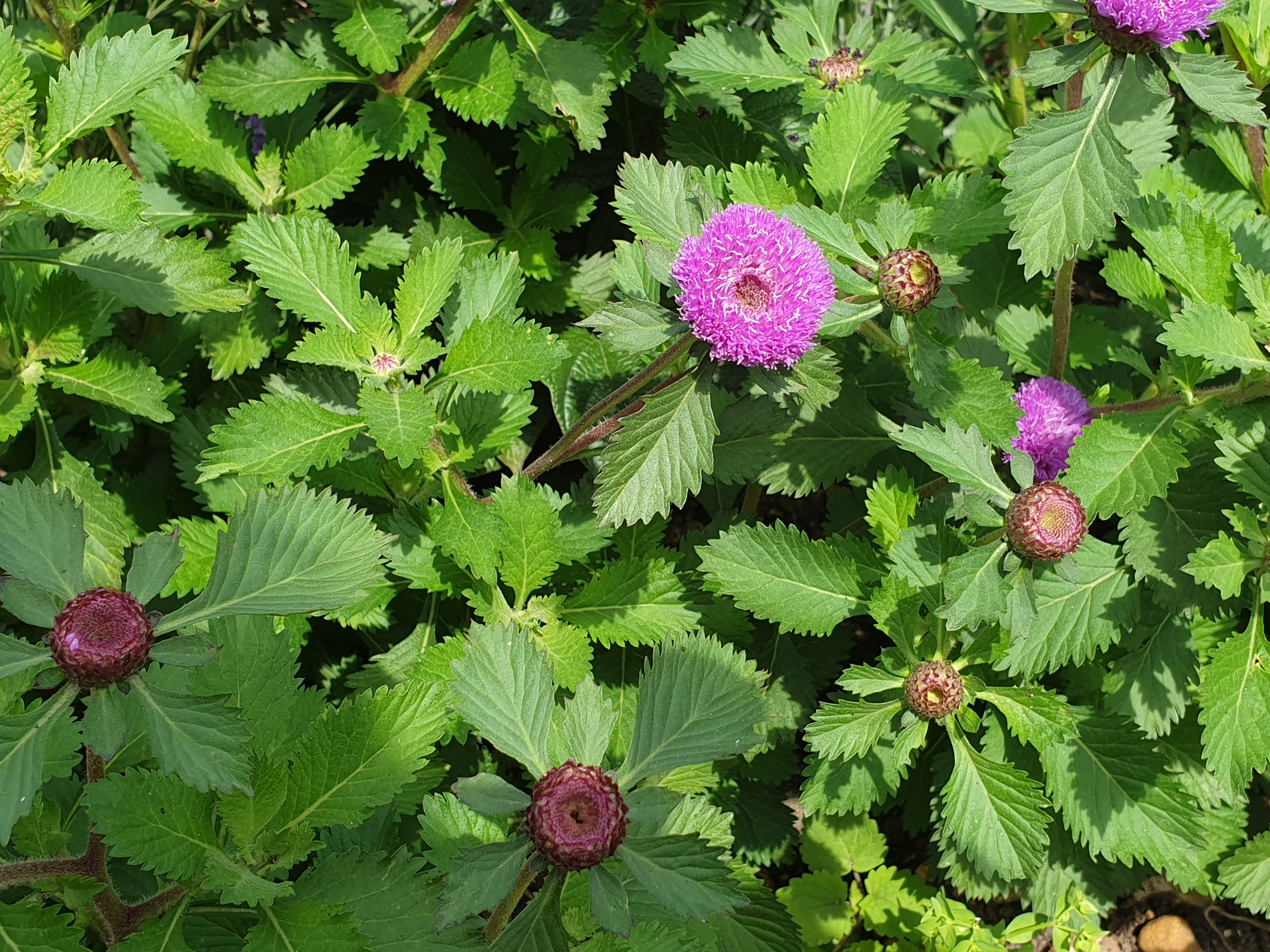
Il portamento
Centratherum punctatum

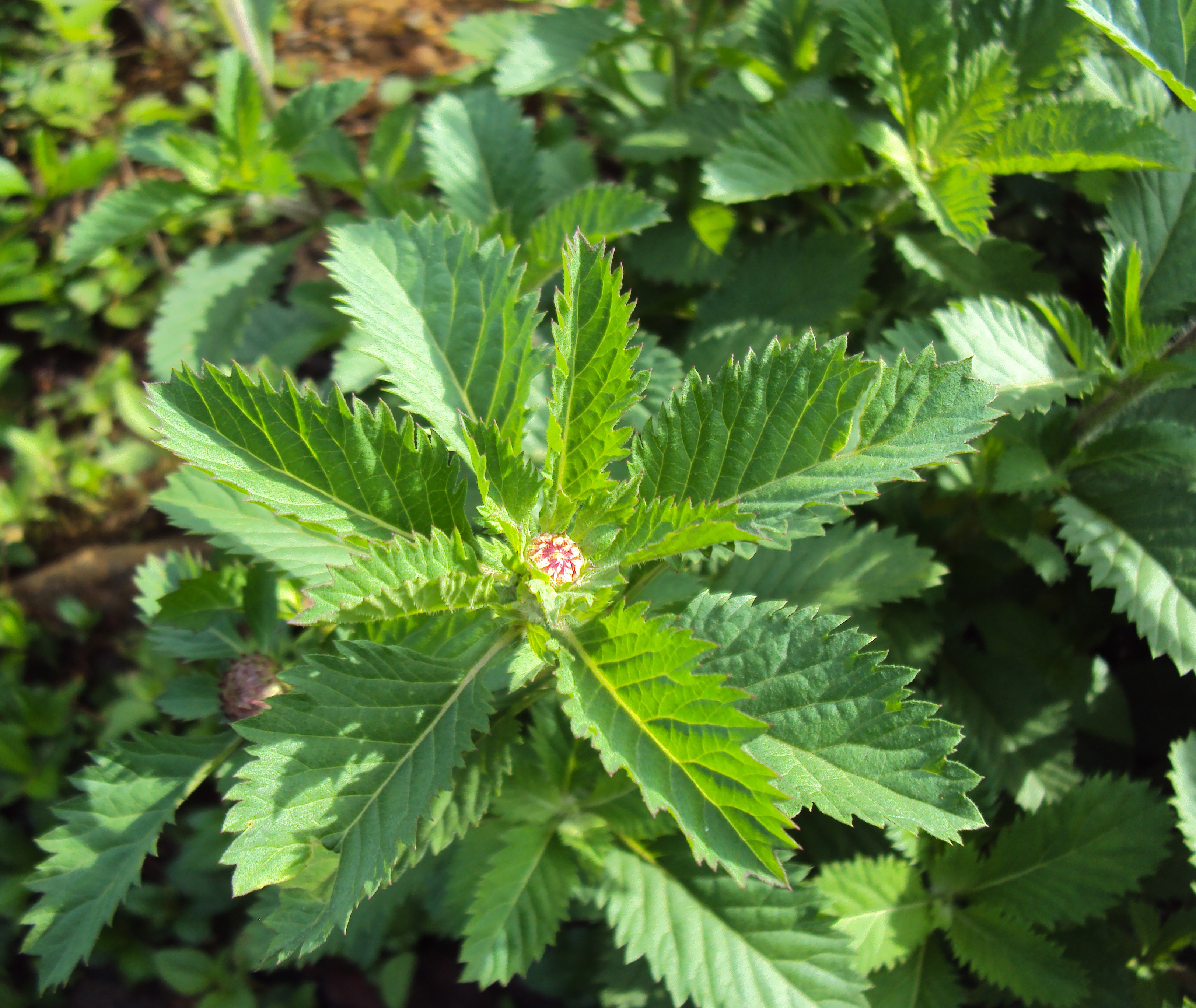
Le foglie
Centratherum punctatum

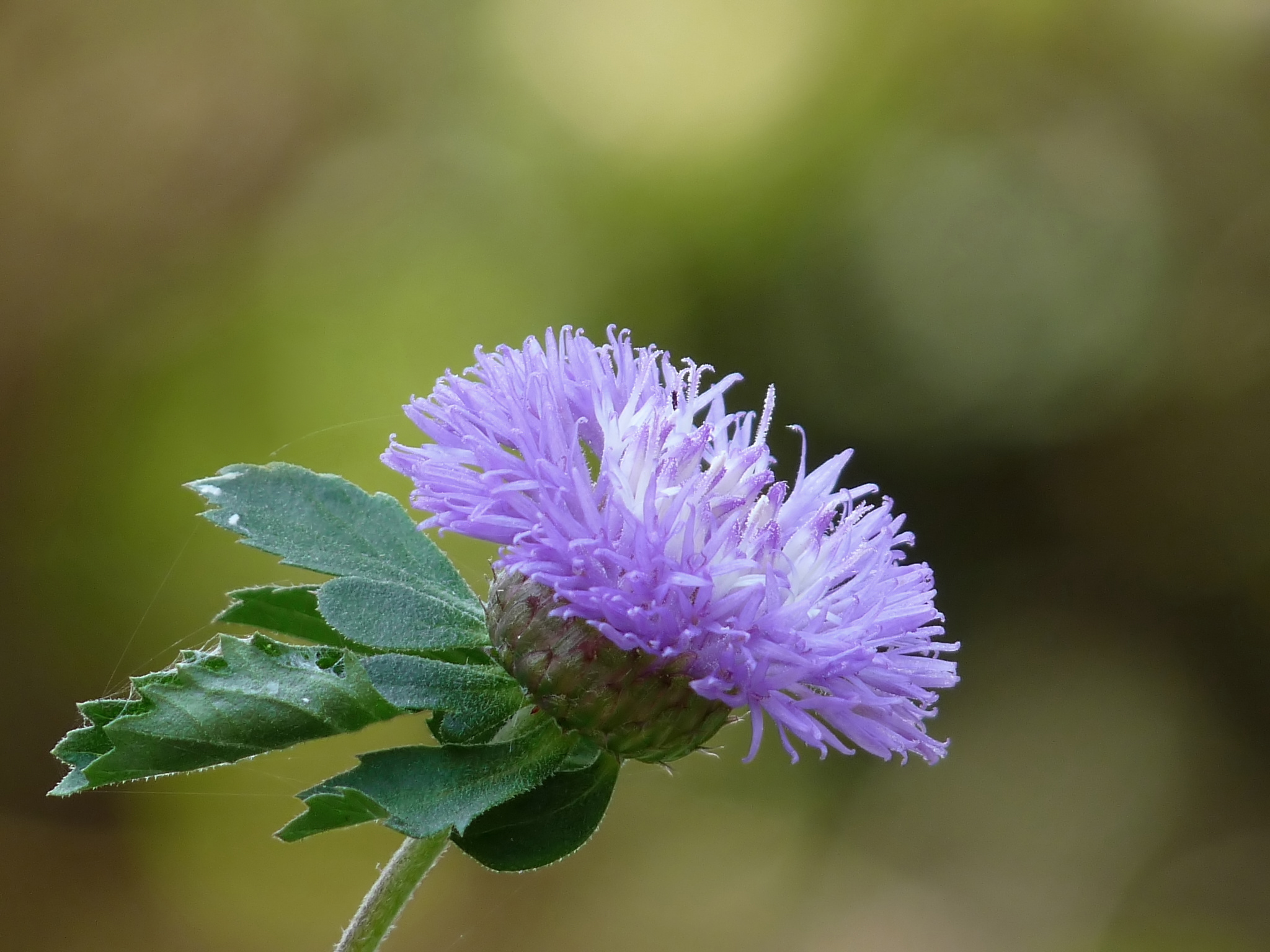
Infiorescenza
Centratherum punctatum

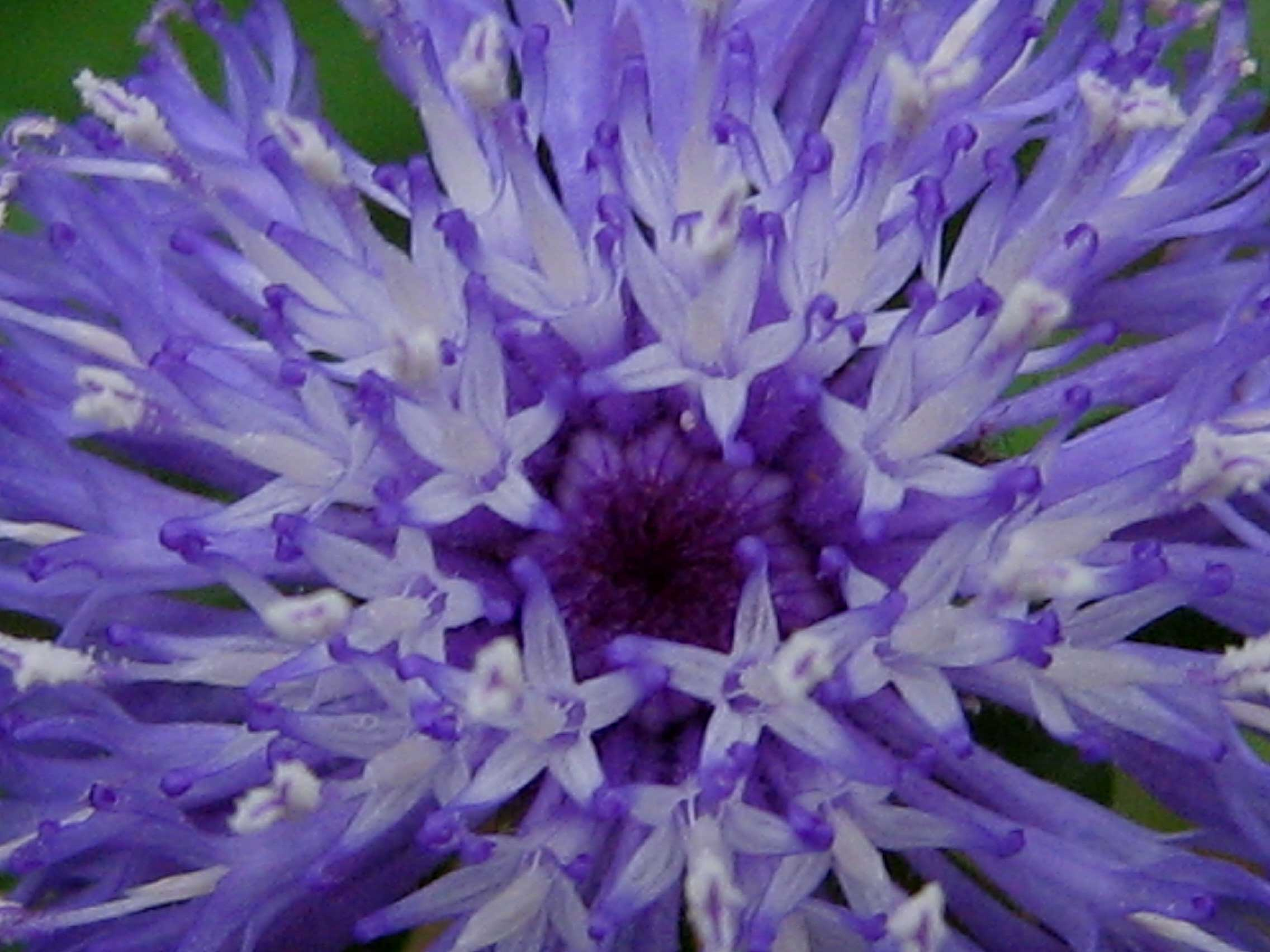
I fiori
Centratherum punctatum

Le piante di questo gruppo sono delle erbe perenni o funzionalmente annuali (raramente sono arbusti) con un habitus tipicamente formato da un unico gambo alto al massimo 8 dm con poche foglie. Gli organi interni di queste piante contengono lattoni sesquiterpenici. La pubescenza è composta da peli semplici oppure multicellulari a forma di T..
Le foglie, cauline, sono disposte in modo alterno. Sono sessili o picciolate con picciolo alato. La forma della lamina varia da ovata a obovata, lanceolata o lineare con margini dentati e apici acuti. La superficie superiore è verde, quella inferiore è più scura e a volte tomentosa e punteggiata di ghiandole resinose. Le venature sono di tipo pennato.
Le infiorescenze sono fondamentalmente monocefale: in genere è presente un solo capolino discoide terminale sotteso da alcune (da 3 a 8) brattee fogliose. I capolini sono composti da un involucro emisferico(da 6 a 12 mm di diametro) formato da 24 - 50 brattee che fanno da protezione al ricettacolo sul quale s'inseriscono i fiori tubulosi. Le brattee, disposte su circa 4 - 8 serie, sono di tipo foglioso (con forme da ovate a deltate o lanceolate) con margini scariosi e sono persistenti. Il ricettacolo è privo di pagliette spinose (è nudo).
I fiori per capolino sono numerosi, da 30 a 100, sono tetra-ciclici (ossia sono presenti 4 verticilli: calice – corolla – androceo – gineceo) e pentameri (ogni verticillo ha in genere 5 elementi). I fiori sono inoltre ermafroditi e actinomorfi.
- Formula fiorale:

*/x K {\displaystyle \infty }, [C (5), A (5)], G 2 (infero), achenio
- Calice: i sepali del calice sono ridotti ad una coroncina di squame.
- Corolla: la corolla (penta-lobata) è snella, ed è provvista nella parte basale e tubolare di diverse ghiandole prominenti; il colore è lavanda (raramente bianco).
- Androceo: gli stami sono 5 con filamenti liberi e distinti, mentre le antere sono saldate in un manicotto (o tubo) circondante lo stilo.[14] La parte terminale delle antere è arrotondata, senza code ed è glabra; le antere sono prive di ghiandole. Il polline è tricolporato (con tre aperture sia di tipo a fessura che tipo isodiametrica o poro) ed è echinato (con punte).[15]
- Gineceo: lo stilo è filiforme con base priva di nodi e pubescenza a spazzola. Gli stigmi dello stilo sono due.  L'ovario è infero uniloculare formato da 2 carpelli. Gli stigmi hanno la superficie stigmatica interna (vicino alla base).[16]

I frutti sono degli acheni a forma cilindrica e con 8 -10 coste laterali. Le pareti sono prive di fitomelanina (strato protettivo contro batteri, larve e insetti); gli acheni sono provvisti invece di rafidi subquadrati; sono inoltre punteggiate di ghiandole resinose. Il pappo può essere presente e breve (con 20 - 40 squame con forme da lanceolate a subulate) oppure assente.

## Biologia
- Impollinazione: l'impollinazione avviene tramite insetti (impollinazione entomogama tramite farfalle diurne e notturne).
- Riproduzione: la fecondazione avviene fondamentalmente tramite l'impollinazione dei fiori (vedi sopra).
- Dispersione: i semi (gli acheni) cadendo a terra sono successivamente dispersi soprattutto da insetti tipo formiche (disseminazione mirmecoria). In questo tipo di piante può avvenire anche un altro tipo di dispersione: zoocoria. Infatti gli uncini (se presenti) delle brattee dell'involucro si agganciano ai peli degli animali di passaggio disperdendo così anche su lunghe distanze i semi della pianta.

## Distribuzione e habitat
La distribuzione di queste specie è relativa all'America tropicale; mentre è di recente l'introduzione di queste piante in Australia e Filippine.

## Tassonomia
La famiglia di appartenenza di questa voce (Asteraceae o Compositae, nomen conservandum) probabilmente originaria del Sud America, è la più numerosa del mondo vegetale, comprende oltre 23.000 specie distribuite su 1.535 generi, oppure 22.750 specie e 1.530 generi secondo altre fonti (una delle checklist più aggiornata elenca fino a 1.679 generi). La famiglia attualmente (2021) è divisa in 16 sottofamiglie.

### Filogenesi
Le specie di questo gruppo appartengono alla sottotribù Centratherinae descritta all'interno della tribù Vernonieae Cass. della sottofamiglia Vernonioideae Lindl.. Questa classificazione è stata ottenuta ultimamente con le analisi del DNA delle varie specie del gruppo. Dagli ultimi studi filogenetici sul DNA la tribù Vernonieae è risultata divisa in due grandi cladi: Muovo Mondo e Vecchio Mondo. Centratherinae occupa una posizione recente e appartiene al clade del Nuovo Mondo. Il genere Centratherum appartiene al subclade relativo all'America tropicale.
I caratteri distintivi per questo genere (e per la sottotribù) sono i seguenti:
- le foglie sono intere (non pennate);
- i capolini sono sottesi alla base da alcune brattee fogliose e patenti.

Inizialmente la sottotribù descriveva due generi: Centratherum e Oiospermum.  Ma un esame più accurato dei caratteri della specie O. involucratum ha evidenziato che è morfologicamente strettamente correlata alle altre specie di Centratherum. In assenza di un'ipotesi filogenetica si è ritenuto di descrivere O. involucratum all'interno di Centratherum con il nome di Centratherum repens  (Spreng.) Loeuille & Pirani Il cambiamento dell'epiteto specifico è giustificato dal fatto che la specie fu descritta per la prima volta da Sprengel nel 1821 come Calydermos repens.
Inoltre alcune ultimissime ricerche (2019) propongono di accorpare le sottotribù Centratherinae e Sipolisiinae nella sottotribù Lychnophorinae. La sinonimia è supportata sia da dati morfologici che dalle analisi del DNA.
Il numero cromosomico di queste specie (2n = 18 per l'Eurasia e 2n = 32 per l'America) è un valido elemento di distinzione tassonomica della sottotribù nell'ambito della tribù Vernonieae.

### Elenco delle specie
Questo genere ha 3 specie:
- Centratherum cardenasii H.Rob.
- Centratherum punctatum  Cass.
- Centratherum repens  (Spreng.) Loeuille & Pirani

Le specie di questo genere si distinguono principalmente per i seguenti caratteri:
- C. cardenasii e C. punctatum: le piante di questo gruppo sono delle erbe annuali o arbusti i cui fusti sono ramificati fin dalla base; gli acheni possono avere il pappo (con 20 - 40 scaglie a forma lanceolata-lineare) oppure no, e sono glabri oppure ricoperti da rigide setole; le brattee dell'involucro sono da 30 a 40 disposte su 4 serie. I fiori sono da 40 a 100.
- C. repens'': questa specie, il cui sinonimo è Oiospermum involucratum (Nees & Mart.) Less.[23], è un'erba annuale; gli acheni sono privi di pappo, ma ricoperti da piccole setole con punte divergenti; le brattee dell'involucro sono 45 disposte su 4 serie. I fiori sono 25.

### Sinonimi
Sono elencati alcuni sinonimi per questa entità:
- Ampherephis Kunth
- Amphibecis  Schrank
- Crantzia  Vell.
- Oiospermum  Less.
- Spixia  Schrank